# Křeč
Křeč è un comune della Repubblica Ceca facente parte del distretto di Pelhřimov, nella regione di Vysočina.